# 史考特·克利夫頓
史考特·克利夫頓（Scott Clifton Snyder，1984年10月31日—）是美國的一位男演員和音樂人。他最著名的作品包括在大醫院中飾演Dillon Quartermaine，在只此一生中飾演Schuyler Joplin，以及在大膽而美麗中飾演Liam Spencer。